# Dasyhelea sagittifera
Dasyhelea sagittifera är en tvåvingeart som beskrevs av Tokunaga och Murachi 1959. Dasyhelea sagittifera ingår i släktet Dasyhelea och familjen svidknott.
Artens utbredningsområde är Nordmarianerna. Inga underarter finns listade i Catalogue of Life.